# Cyrtandra nukuhivensis
Cyrtandra nukuhivensis là một loài thực vật có hoa trong họ Tai voi. Loài này được F.Br. mô tả khoa học đầu tiên năm 1935.